# Black Mesa (computerspel)
Black Mesa is een computerspel ontwikkeld en uitgegeven door Crowbar Collective voor Windows en Linux. Het schietspel is uitgekomen op 14 september 2012 en is een remake van Half-Life uit 1998, ontwikkeld door een derde partij. Oorspronkelijk kwam het spel uit als gratis mod voor Half-Life 2, maar in mei 2015 werd er een losstaande commerciële versie als vroegtijdige toegang via Steam uitgebracht.

## Gameplay
De gameplay van Black Mesa lijkt veel op die van het originele spel. De speler bestuurt de hoofdpersoon Gordon Freeman, een wetenschapper uit de Black Mesa onderzoeksfaciliteit in New Mexico. De speler moet opdrachten en puzzels voltooien om verder te komen in het spel. In het speelveld zijn verschillende wapens, munitie en oplaadstations voor de levensmeter te vinden.
Het spel is uitgebreider en heeft verbeterde grafische elementen. Zo is er ook een multiplayer-gedeelte toegevoegd.

## Ontvangst
Black Mesa ontving positieve recensies. Men prees de gameplay, de aandacht voor details en het kwaliteitsniveau. Het spel zou volgens Destructoid bekend aanvoelen maar ook vernieuwend zijn.
Op aggregatiewebsite Metacritic heeft het spel een verzamelde score van 86%.

## Trivia
Vanwege de zeer lange ontwikkeltijd van bijna een decennium, is het spel door het tijdschrift Wired genomineerd als "vaporware van het jaar" in 2009 en 2010.